# Liuhou (köpinghuvudort i Kina, Hubei Sheng, lat 31,48, long 112,02)
Liuhou är en köpinghuvudort i Kina. Den ligger i provinsen Hubei, i den centrala delen av landet, omkring 240 kilometer nordväst om provinshuvudstaden Wuhan. Antalet invånare är 31 807. Befolkningen består av 15 620 kvinnor och 16 187 män. Barn under 15 år utgör 14,0 %, vuxna 15-64 år 76 %, och äldre över 65 år 9,0 %.
Runt Liuhou är det tätbefolkat, med 343 invånare per kvadratkilometer. Liuhou är det största samhället i trakten. I omgivningarna runt Liuhou växer huvudsakligen savannskog.
Genomsnittlig årsnederbörd är 1 149 millimeter. Den regnigaste månaden är augusti, med i genomsnitt 194 mm nederbörd, och den torraste är december, med 19 mm nederbörd.